# Yển Minh
Yển phu nhân (chữ Hán: 匽夫人; ? - 152), tên thật Yển Minh (匽明), là thiếp thất của Bình Nguyên vương Lưu Dực, và là mẹ đẻ của Hán Hoàn Đế.

## Tiểu sử
Yển Minh vốn là một thiếp thất của Lưu Dực, con trai thứ 6 của Hán Chương Đế. Dực vốn làm Bình Nguyên vương, lưu tại Lạc Dương. Năm 121, Lưu Dực bị gian thần vu hại, giáng xuống còn Đô Đình hầu, an trí tại Hà Gian, từ đó đóng cửa không ra, sau lại được phong Lễ Ngô hầu. Năm 132, Yển Minh sinh hạ cho Lưu Dực một con trai là Lưu Chí sau khi Dực chết tập tước của cha.
Năm 146, Hán Chất Đế bị hạ độc chết, ngoại thích Lương thái hậu cùng Lương Ký vì muốn khống chế triều đình lâu dài, bèn lập Lễ Ngô hầu Lưu Chí khi đó mới 15 tuổi kế vị, tức Hán Hoàn Đế, tôn Lưu Dực làm Hiếu Sùng hoàng, mẹ ruột Yển Minh được tôn làm Bác Viên quý nhân (博園貴人), trú tại Bác Lăng - nơi cải táng Hiếu Sùng hoàng.
Năm 150, Lương thái hậu băng, Hoàn Đế sai quan Tư đồ mang cờ tiết, phụng sách, thụ tỉ đến Bác Lăng, tôn Quý nhân Yển Minh làm Hiếu Sùng hoàng hậu (孝崇皇后), mời Yển hậu vào kinh, ở cung Vĩnh Lạc.
Để tôn vinh địa vị của mẹ ruột không kém Lương thái hậu khi trước, Hoàn Đế thiết Thái phó và chức quan, Vũ Lâm vệ sĩ và Hổ Bôn cho riêng Yển hậu, như tiêu chuẩn cung riêng của Hoàng thái hậu, lại đem 9 huyện thuộc quận Cự Lộc ban cho mẹ đẻ làm thang mộc ấp. Tại vị được 3 năm, vào năm 152, Yển hậu băng, hợp táng với Hiếu Sùng hoàng tại Bác Lăng, do em trai của Hoàn Đế là Bình Nguyên vương Lưu Thạch chủ táng, không rõ có phải con của Yển Minh hay không.
Lễ nghi an táng của bà tương đối tỉ mỉ, dường như Hán Hoàn Đế muốn khuếch trương địa vị của mẹ ruột. Tất cả chi tiết về đồ cụ, thiết kế tang nghi đều so với Lương hoàng hậu, mẹ đẻ của Hán Hòa Đế. Lại cho Tư đồ cầm Tiết, Đại trường thu phụng điếu văn, tiền làm tang là 4.000 vạn, vải bố cho 4.000 thớt, cùng đông đảo thành viên hoàng thất, chư hầu và quan viên cấp cao của triều đình đến dự tang.